# Trumais
Trumai é uma tribo xinguana, tida como a última a se estabelecer na bacia do rio Xingu, na primeira metade do século XIX. A língua trumai é considerada isolada.[carece de fontes?]
Os Trumai são os donos tradicionais da festa do Jawari.

## Localização
Vivem em quatro localidades da região central do Parque Indígena do Xingu: aldeia Boa Esperança, aldeia Steinen, aldeia Terra Preta e Posto Indígena de Vigilância Terra Nova. Existem ainda algumas famílias Trumai vivendo em outros lugares do Parque e também nas cidades de Canarana e Feliz Natal.